# Aedes collessi
Aedes collessi är en tvåvingeart som beskrevs av Mattingly 1958. Aedes collessi ingår i släktet Aedes och familjen stickmyggor. Inga underarter finns listade i Catalogue of Life.